# Matías Gómez (calciatore 2003)
Matías Nicolás Gómez (San Justo, 3 aprile 2003) è un calciatore argentino, centrocampista del Los Andes in prestito dall'Huracán.

## Carriera
Gómez è cresciuto nel settore giovanile del Tigre ed ha debuttato in prima squadra il 24 settembre 2022 nell'incontro di Copa de la Liga Profesional vinto 3-1 contro il Banfield Il 15 novembre successivo ha firmato il suo primo contratto professionistico, valido fino al 2025.

## Statistiche

### Presenze e reti nei club
Statistiche aggiornate al 2 aprile 2024.
| Stagione        | Squadra         | Campionato      | Campionato | Campionato | Coppe nazionali | Coppe nazionali | Coppe nazionali | Coppe continentali | Coppe continentali | Coppe continentali | Altre coppe | Altre coppe | Altre coppe | Totale | Totale | Totale |
| Stagione        | Squadra         | Comp            | Pres       | Reti       | Comp            | Pres            | Reti            | Comp               | Pres               | Reti               | Comp        | Pres        | Reti        | Pres   | Reti   |        |
| --------------- | --------------- | --------------- | ---------- | ---------- | --------------- | --------------- | --------------- | ------------------ | ------------------ | ------------------ | ----------- | ----------- | ----------- | ------ | ------ | ------ |
| 2022            | Huracán         | PD              | 3          | 0          | CA+CdL          | 0               | 0               |                    | -                  | -                  |             | -           | -           | 3      | 0      |        |
| 2023            | Huracán         | PD              | 11         | 0          | CA+CdL          | 2+3             | 0               | CL+CS              | 1+2                | 0                  |             | -           | -           | 19     | 0      |        |
| 2024            | Huracán         | PD              | 0          | 0          | CA+CdL          | 0+3             | 0               |                    | -                  | -                  |             | -           | -           | 3      | 0      |        |
| Totale carriera | Totale carriera | Totale carriera | 14         | 0          |                 | 8               | 0               |                    | 3                  | 0                  |             | -           | -           | 25     | 0      |        |